# James Gandolfini
James Joseph Gandolfini, Jr., född 18 september 1961 i Westwood, New Jersey, död 19 juni 2013 i Rom, Italien, var en amerikansk skådespelare.
Gandolfini är mest känd för sin roll som maffiabossen Tony Soprano i TV-serien Sopranos (1999–2007). För rollen som Tony Soprano tilldelades Gandolfini bland annat tre Emmys och tre Screen Actors Guild Awards. Han blev även uppmärksammad för sin roll som den brutala kvinnomisshandlaren Virgil i True Romance (1993).

## Privatliv
Mellan 1999 och 2002 var Gandolfini gift med Marcy Wudarski, som han fick en son med. År 2008 gifte sig Gandolfini med den före detta modellen Deborah Lin på Hawaii, och paret fick en dotter i oktober 2012.

## Död
Den 19 juni 2013 påträffades Gandolfini medvetslös i sitt rum på hotellet Boscolo Exedra Roma vid Piazza della Repubblica i Rom. Gandolfini fördes till sjukhus, där han dödförklarades. Det konstaterades att han hade avlidit av en hjärtinfarkt.

## Filmografi (urval)
- 1987 – Shock! Shock! Shock!

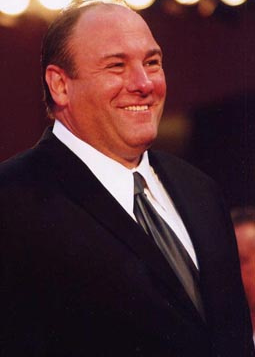
James Gandolfini, 2007.

- 1992 – En främling mitt ibland oss
- 1993 – Italian Movie
- 1993 – Money for Nothing
- 1993 – True Romance
- 1993 – Mr. Wonderful
- 1994 – Angie
- 1994 – Fritt fall
- 1995 – Le nouveau monde
- 1995 – Rött hav
- 1995 – Get Shorty
- 1996 – Den edsvurna
- 1997 – Night Falls on Manhattan
- 1997 – She's So Lovely
- 1997 – Perdita Durango
- 1998 – Ondskans spår
- 1998 – The Mighty
- 1998 – A Civil Action
- 1999 – Super 8
- 1999–2007 – Sopranos (TV-serie)
- 2001 – The Mexican
- 2001 – The Man Who Wasn't There
- 2001 – The Last Castle
- 2004 – Surviving Christmas
- 2005 – Romance & Cigarettes
- 2006 – Lonely Hearts Killers
- 2006 – Alla kungens män
- 2007 – Stories USA
- 2009 – In the Loop
- 2009 – Linje 1 2 3 kapad
- 2009 – Till vildingarnas land (röst)
- 2010 – Welcome to the Rileys
- 2010 – Mint Julep
- 2011 – Down the Shore
- 2011 – Violet & Daisy
- 2012 – Killing Them Softly
- 2012 – Not Fade Away
- 2012 – Zero Dark Thirty
- 2013 – Enough Said
- 2013 – Burt Wonderstone
- 2014 – The Drop